# بویوی شرقی
دانگ‌بویو یا بویو شرقی ۹۷ قبل از میلاد تا ۴۹۴ میلادی) بویو در لغت به معنای آهوی کوهی است یعنی سرزمینی زیبا مانند آهو است بویو یک کشور کهن کره‌ای در بخش‌هایی از کره شمالی و منچوری کنونی بود. منابع در مورد این حکومت متناقض و اندکند اما بر اساس روایت سامگوک ساگی این کشور زمانی تأسیس شد که توسط هائه بورو پادشاه بویو پایتخت کشور را به سمت شرق در جایی نزدیکتر به دریا و مرز اوکجه منتقل کرد. از آن به بعد بویو به دو کشور باک بویو و دانگ‌بویو تقسیم شد.

## نابودی دانگ بویو
آخرین فرمانروای دانگ بویو تسو نام داشت در سال ۲۲ میلادی پادشاه گوگوریو یعنی دائموسین (موهیول) با حمله به دانگ بویو و کشتن دائه سو دانگ بویو را مطیع خود ساخت و این کشور بخشی از حکومت گوگوریو شد.
کمی پس از آن شاهزاده گالسا کوچک‌ترین فرزند امپراتور گوموا موفق شد گالسا بویو را تأسیس کند.

## پادشاهان دانگ بویو
1. هائه بورو
2. گوموآ
3. تسو
4. گالسا
5. هائه دودو